# Michael Bentt
Michael Bentt (* 4. September 1965 in London) ist ein ehemaliger Boxer und Schwergewichtsweltmeister. Er ist jamaikanischer Abstammung, in Großbritannien geboren und in den USA aufgewachsen.

## Amateur
Bentt war mehrfacher US-amerikanischer Meister im Schwergewicht (bis 91 kg). 1985 wurde er nach einer Halbfinalniederlage gegen Alexander Jagubkin Dritter beim Weltcup in Seoul. Er belegte bei den 1986 stattgefundenen Goodwill Games in Moskau und den Amateurweltmeisterschaften in Reno weitere dritte Plätze. Bei der WM konnte er im Viertelfinale Jagubkin schlagen, unterlag dann im Halbfinale aber gegen Arnold Vanderlyde. Auch bei den Panamerikanischen Spielen 1987 in Indianapolis wurde er abermals Dritter, er scheiterte dort im Halbfinale an Félix Savón.
Bei der Qualifikation für die Olympischen Spiele 1988 scheiterte er nach Punkten am späteren Goldmedaillengewinner Ray Mercer. Einen Platz im jamaikanischen Olympiateam schlug er aus, da er dafür seine US-amerikanische Staatsbürgerschaft hätte niederlegen müssen.

## Profikarriere
Bentt gab 1989 unter den Fittichen von Emanuel Steward sein Profidebüt. Gegen Jerry Jones ging er gleich in der ersten Runde k. o. Später gab er an, dass er und Steward vor dem Kampf nicht wussten, dass Jones ein Rechtsausleger ist.
Erst 22 Monate später stieg er wieder in den Ring und wechselte den Trainer. Nach zehn Siegen gegen Aufbaugegner erhielt er am 29. Oktober 1993 die Chance, gegen WBO-Weltmeister Tommy Morrison anzutreten. Völlig überraschend konnte er den Kampf nach drei Niederschlägen durch Technischen K. o. in der ersten Runde gewinnen.
Nun traf er bei seiner ersten Titelverteidigung am 19. März 1994 auf den ungeschlagenen Herbie Hide. Er war zuvor im Training k. o. gegangen und trat entgegen der Empfehlung seines Arztes trotzdem gegen Hide an. Er gewann keine Runde und ging spektakulär in der siebten Runde k. o. Er erlitt eine Hirnblutung, kollabierte nach dem Kampf und lag für vier Tage im Koma. Nach dieser desaströsen Niederlage beendete er seine Karriere.

## Sonstiges
Bentt hat nach seiner Boxerlaufbahn Journalismus und Schauspiel studiert. Er schrieb einen Essay mit dem Titel „Anatomy of a Knockout“ in dem er seine Erfahrungen als Boxer verarbeitete. In der Muhammad-Ali-Biographie Ali spielte er die Rolle des Sonny Liston.
Die erste Folge der Netflix-Dokumentation Losers behandelt seine Kindheit, Karriere und seinen Umgang nach der K.-o.-Niederlage gegen Herbie Hide.